# Intel Core

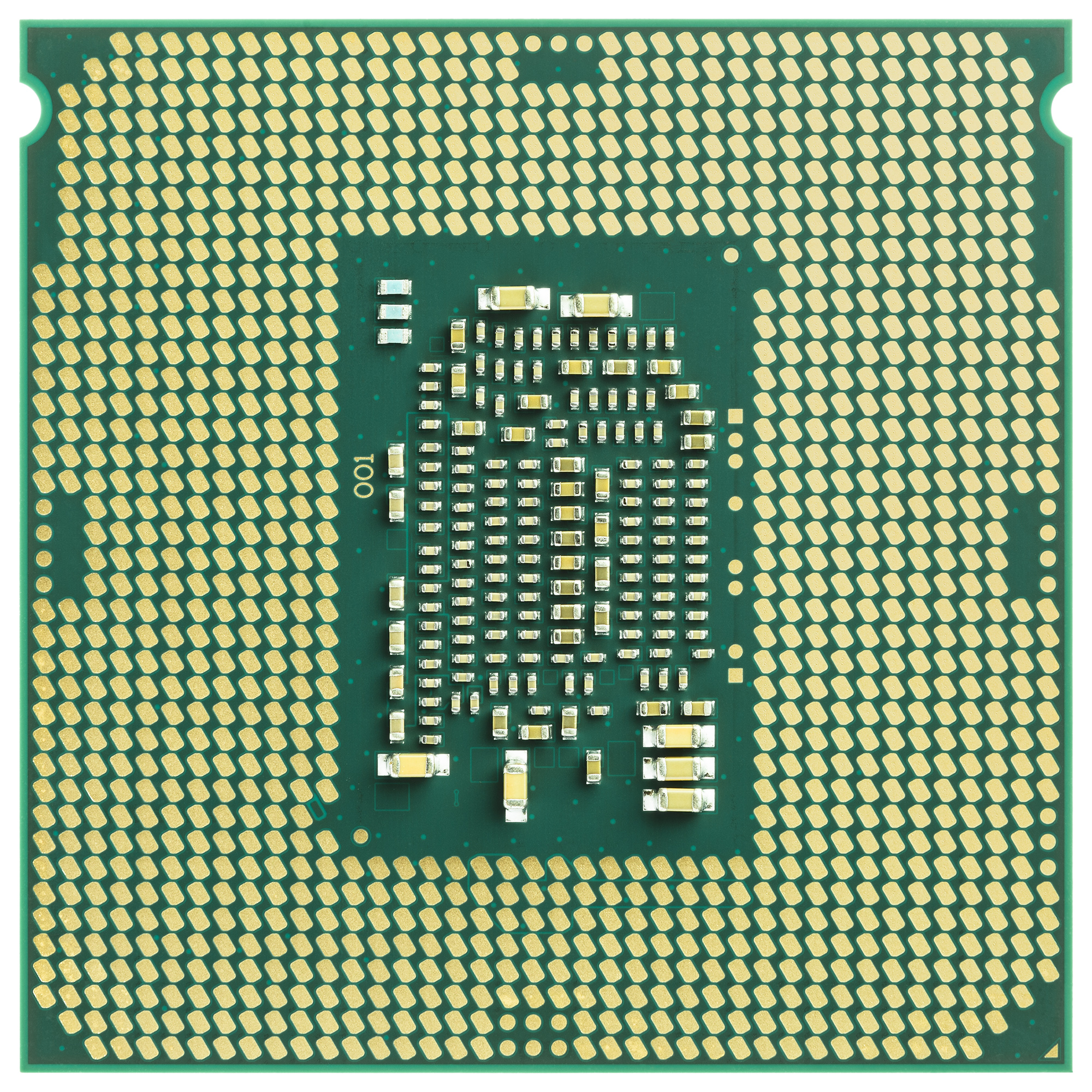
Intel Core i7 6700K

Intel® Core – nazwa serii procesorów firmy Intel znanych wcześniej pod nazwą kodową Yonah (transliteracja z hebrajskiego Jonasz – יונה) wprowadzona na rynek 5 stycznia 2006. Seria Core zastępiła rodzinę procesorów Pentium M opartą na tej samej mikrotechnologii.

## Yonah
Yonah to nazwa kodowa pierwszej generacji, przeznaczonych do notebooków, procesorów Intela wykonanych w technologii 65 nm, bazujących na architekturze Pentium M Banias/Dothan, wzbogaconej o obsługę technologii La Grande, XD-bit, Vanderpool (nie wszystkie modele) oraz instrukcji SSE3. W jądrze Yonah usprawnione zostało wykonywanie instrukcji SSE oraz SSE2.
Oparty na technologii Yonah, procesor Intel Core Duo, był pierwszym układem dwurdzeniowym zużywającym mniej niż 25 watów. Był również pierwszym procesorem zgodnym z listą instrukcji x86 montowanym w komputerach firmy Apple.
Występuje on w dwóch wersjach:
- Jednordzeniowy Intel Core Solo – będącej w istocie procesorem Intel Core Duo z wyłączonym jednym rdzeniem[potrzebny przypis].
- Dwurdzeniowy Intel Core Duo – składającej się z dwóch rdzeni, współdzielących pamięć podręczną drugiego poziomu o pojemności 2 MB oraz kontroler szyny FSB.

## Architektura komputera
Core Duo to rodzina procesorów 32-bitowych. Procesory te zawierają 151 milionów tranzystorów, wliczając w to 2 MB cache L2. W Core Duo zastosowano 12-fazowy potok wykonawczy, co pozwoliło na osiągnięcie maksymalnej częstotliwości taktowania 2,33–2,5 GHz. Dostęp do pamięci cache L2 za pomocą wspólnego kontrolera przyspiesza procedury zachowania spójności pamięci cache, jednak wydłuża opóźnienia w dostępie do niej (z 10 cykli w Pentium M do 14 w Core).
Core, pomimo tego, iż używał podstawki Socket M, tej samej, której używały procesory Pentium M, nie był obsługiwany przez starsze chipsety. Chipsety, które obsługiwały procesory Intel Core: 945GM, 945PM, 945GT, 965GM, 965PM, oraz 965GT.
Szyna systemowa taktowana była standardowo częstotliwością 667 MHz (166 MHz Quad Pumped Bus).